# Wim Gilles
Wim Gilles (Alkmaar, 1923 - Ottawa, Canada, 2002) was een Nederlandse industrieel ontwerper. Na de Tweede Wereldoorlog introduceerde hij in Nederland veel Amerikaanse ideeën met betrekking tot industriële vormgeving, waardoor hij als Nederlands eerste industrieel ontwerper wordt beschouwd. Hij was mede-oprichter van het KIO (Kring Industrieel Ontwerpers) in 1952, en is directeur geweest van de Akademie voor Industriële Vormgeving Eindhoven (tegenwoordig: Design Academy Eindhoven).
Een van zijn bekendste ontwerpen is de opvouwbare scooter Scooterette. Ook ontwierp hij een serie 'keukenemaille' voor DRU, de Confettiserie.